# Steinkiste von Holm

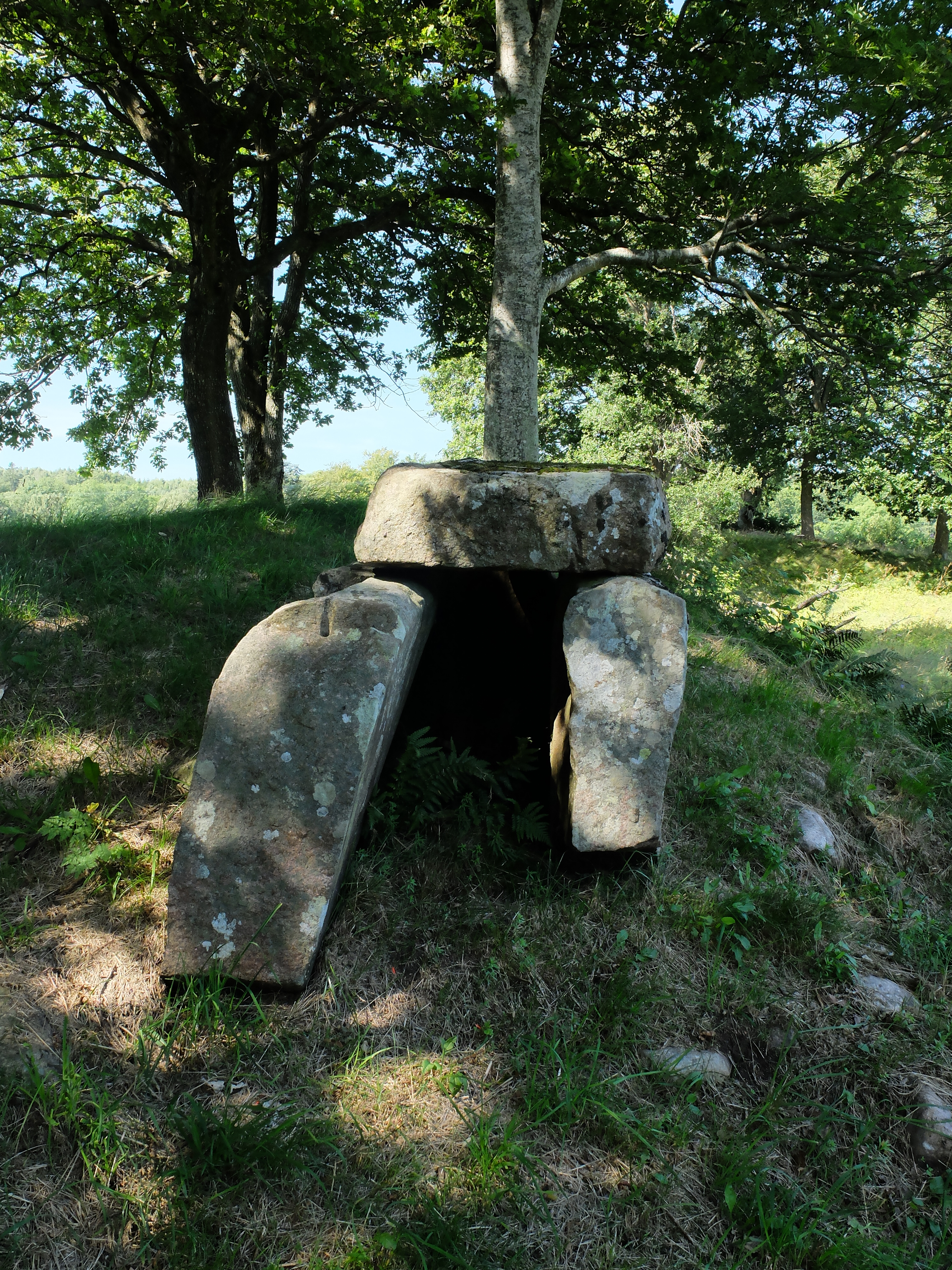
Steinkiste von Holm

Die Steinkiste von Holm (schwedisch Hällkista i Holm; RAÄ-Nr. Holm 32:1) liegt in einem teilweise abgetragenen Hügel, etwa 50 m von der Straße N 601, nördlich von Holm in der Gemeinde Halmstad in Hallands län in Schweden.
Die etwa 2,2 × 1,0 m messende Ost-West orientierte schmale Steinkiste hat an der südlichen Langseite eine 2,2 m lange, 0,6 bis 0,7 m hohe und 0,25 bis 0,35 m dicke Platte. An der nördlichen Langseite befindet sich eine 1,85 m lange, 0,7 m breite und 0,2 bis 0,3 m dicke Platte. Die westliche Platte ist 0,75 m hoch, 0,5 m breit und 0,1 bis 0,2 m dick und hat ein Seelenloch. Im Rand der östlichen Platte befindet sich ein Bohrloch. Der Deckstein ist 1,6 m lang, 0,6 bis 0,8 m breit und 0,1 bis 0,2 m dick. Auf der Erdoberfläche; etwa 0,45 m südöstlich liegt eine 0,7 × 0,45 m messende, 0,25 m hohe Platte. Etwa 4,0 m westlich liegt eine Anzahl 0,2 bis 0,3 m starker, vermutlich in situ belassener Steine.
Bei einer Grabung im Jahr 1876 wurden in der Grabkammer keine Funde gemacht. Im umgebenden Hügel wurde ein Brandgrab mit einer tönernen Urne gefunden.